# Hans Balzer

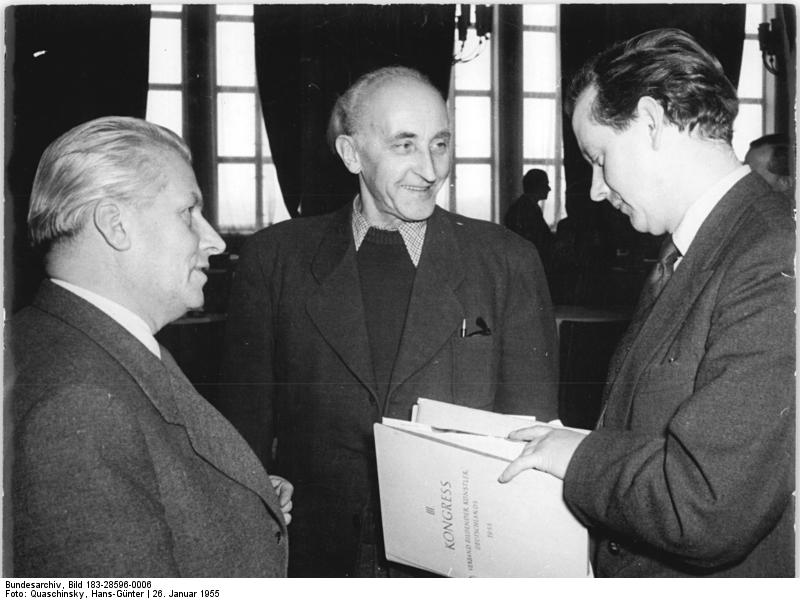
Balzer (links) im Jahr 1955

Hans Balzer (* 28. Oktober 1891 in Handorf; † 6. Oktober 1960 in Kassel) war ein deutscher Bühnenautor, Schriftsteller und Übersetzer.

## Leben
Hans Balzer war der Sohn eines Lehrers und besuchte zunächst die Dorfschule, an der sein Vater unterrichtete. Nach dem Abitur am Realgymnasium Lüneburg studierte er ab 1911 bis zum Beginn des Ersten Weltkrieges Germanistik. Nach Kriegsende war Balzer in verschiedenen Berufen tätig und reiste ab 1924 als Rezitator durch Deutschland, insbesondere mit Werken von Wilhelm Busch. Zu Beginn der 1930er Jahre begann er mit dem Schreiben niederdeutscher Theaterstücke, die teilweise auch für den Hörfunk bearbeitet wurden. Selber schrieb er das Hörspiel Reinke de Voß. Ferner war Balzer Herausgeber verschiedener Lese- und Vortragsbücher, unter anderem aus Werken von Fritz Reuter um dessen Figur Zacharias Bräsig. Balzer lebte später in Leipzig. Das Adressbuch verzeichnete ihn 1943 als Schriftsteller in der Störmthaler Straße 1.
Balzer betätige sich auch als Übersetzter literarischer Werke. Seine Stücke De verflixte Strump und Dat Lock in’n Tuun liefen als hochdeutsche Inszenierungen des Ohnsorg-Theaters im Fernsehen, letztere unter dem Titel Hühner in Nachbars Garten.

## Werke

### Theaterstücke
| Titel                        | Alternativtitel                      | Uraufführung       | Bühne                            |
| Dat Lock in’n Tuun           |                                      | 31. August 1930    | Niederdeutsche Bühne Hamburg     |
| Revolutschon gegen de Wiwer  | De Deern in Büxen; Kruse un Kompanie | 30. September 1931 | Niederdeutsche Bühne Hamburg     |
| De Dör nah buten             |                                      | 1. Oktober 1932    | Niederdeutsche Bühne Hamburg     |
| Bloß een Vittelstünn         | Sien gefährliche Vittelstünn         | 20. September 1933 | Niederdeutsche Bühne Hamburg     |
| Fleitenpeter                 |                                      | 29. November 1936  | Niederdeutsche Bühne Hamburg     |
| Klaas Klütenkamp sien Hemd   |                                      | 27. November 1937  | Niederdeutsche Bühne Hamburg     |
| De dumme Hans                | Dumm Hans versöcht sien Glück        | 30. November 1940  | Niederdeutsche Bühne Hamburg     |
| Dat ole Sofa                 |                                      | 2. Januar 1949     | Staatstheater Oldenburg          |
| De verflixte Strump          |                                      | 1953               | Fritz-Reuter-Bühne               |
| Viola                        |                                      | 1957               | Niederdeutsche Bühne Kiel        |
| Dat Halunkenstück            |                                      | 1958               | Niederdeutsche Bühne Bremen      |
| Tippelbröder                 | Neubearbeitung von De Dör nah buten  | 9. Mai 1959        | Ohnsorg-Theater                  |
| Unkel Bräsig un de Strategie |                                      | 17. September 1960 | Niederdeutsche Bühne Bremen      |
| Över Krüüz                   |                                      | 5. August 1983     | Niederdeutsche Bühne „Waterkant“ |

Theaterstücke ohne Nachweis einer Aufführung
- 1932: Bumbo mit’n Zauberhoot
- 1933: Kinnerhannel
- 1936: Schicksal, ga dinen Gang!
- 1950: Schicksal, dreih di!
- 1950: Schenken doot wi uns nix
- 1951: So’n Kröt von Deern
- 1954: Spöök
- 1957: De Moorkönig
- 1957: De Dullworm oder Wo man böse Fruns fromm maken kann
- 1960: Vineta
- 1960: De verflixte Pann
- 1960: Hier geiht’e hen, dor geiht’e hen

### Hörspiele
- 1946: Över Krüüs – Regie: Hans Krüger
- 1951: Lock in’n Tuun – Regie: Günter Siebert, mit Carl Hinrichs, Erika Rumsfeld, Ernst Waldau u. a.
- 1957: De verflixte Strump – Regie: Walter A. Kreye, mit Jochen Schenck, Ruth Bunkenburg u. a.
- 1958: Reinke de Voß – Regie: Walter Bäumer, mit Heinrich Schmidt-Barrien, Wolfgang Schenck, Bernd Wiegmann u. a.
- 1962: Viola. Plattdeutsches Singspiel nach Hans Balzers gleichnamiger Komödie – Regie: Günther Siegmund, mit Walther Bullerdiek, Heidi Haronska, Edgar Bessen, Otto Lüthje u. a.

### Übersetzungen
- Romain Rolland: Pierre et Luce. 1960 als Pierre und Luce im Verlag Rütten & Loening, Berlin

## Filmografie
- 1976: Hühner in Nachbars Garten
- 1997: Der verflixte Strumpf